# 高雄捷運公司
22°34′58″N 120°19′51″E / 22.58284°N 120.3309°E
高雄捷運股份有限公司（英語：Kaohsiung Rapid Transit Corporation，簡稱高捷公司、KRTC）是高雄捷運系統的營運機構，該公司興建與營運高雄捷運紅線與橘線，並承接委託營運高雄環狀輕軌。

## 歷史
1999年2月1日，高雄市政府公告「徵求民間參與高雄都會區大眾捷運系統紅橘線路網建設案」，中國鋼鐵公司隨即邀集其它公司成立「高雄捷運股份有限公司籌備處」，開始籌備投資高雄捷運系統。2000年5月10日，「高雄捷運股份有限公司籌備處」由高雄市政府成立之甄審委員會評定為最優申請人，經與高雄市政府議約完成後籌組公司，2000年12月28日取得公司執照，2001年1月12日與高雄市政府簽訂「興建營運合約」與「開發合約」。
1999年10月，高雄捷運系統開始動工興建，正式啟動高雄捷運工程。經過六年多之興建期，高雄捷運紅橘兩線於2008年相繼通車營運。高雄捷運興建與營運之特許期間合計為36年，自2001年10月底開工日起算，特許期間至2037年10月底止。

## 企業識別標誌
高雄捷運公司之企業識別標誌統，是以高雄都會區大眾捷運系統識別標誌為藍本，加上外圍兩組粗至細的圓弧，並由該公司於2002年9月經經濟部智慧財產局公告註冊為商標。標誌常見於該公司所受准經營的高雄捷運紅線、橘線之公告、廣告及部分該公司供公眾使用之財產之上。
由於高雄都會區大眾捷運系統是採招標（商）民營方式經營，並非所有捷運系統路線都由高雄捷運公司經營（目前該公司僅經營本系統之紅線及橘線和已取得未來4年營運合約的環狀輕軌），與臺北捷運不同，故本標誌無法代表高雄捷運系統之整體路網。與臺北捷運相同的是，皆分別設有系統識別標誌及營運企業商標等兩個相似但不同的識別標誌。

### 意義
以高雄的譯名之首字母「K」為主體，延續代表高雄捷運在地精神的「雙箭頭K」標誌，斜向拉長的字體意喻高雄捷運現代化運輸系統的速度感；中心空白位置以國際語言——雙箭頭，表現捷運雙向奔馳、便捷安全的運輸效能。
天地連結兩組圓弧，象徵高雄捷運營運圓滿、融洽、傳動高雄新未來；由粗至細的天地圓弧自然產生的速度感，象徵高雄捷運安全、舒適、便捷、創新的服務精神。標誌的藍色象徵高雄水岸城市的意象，代表科技、理性、速度的藍給予乘客快速、便捷愉悅的乘車印象；高雄捷運和高雄市民一起傳動高雄新未來，追求優質新生活。

## 組織架構
- 董事會、董事長
  - 監察人
- 稽核處
- 總經理
- 品質管理審查委員會
- 職業安全衛生委員會
- 行車保安委員會
- 企劃副總經理
  - 行政處
  - 公共事務處
  - 採購處
  - 企劃處
  - 財會處
  - 開發事業處
  - 法務室
- 營運副總經理
  - 運務處
  - 維修處
  - 輕軌處
  - 工安處
  - 資訊室
  - 研發中心

## 歷任董事長
1. 陳振榮：2001年7月2日－2005年11月（中國鋼鐵公司總經理兼任）
2. 江耀宗：2005年11月21日－2007年6月28日（原中華大學校長，中國鋼鐵公司董事長兼任）
3. 林文淵：2007年7月12日－2008年9月（中國鋼鐵公司董事長兼任）
4. 張家祝：2008年9月9日－2009年2月18日（原中華大學校長，中國鋼鐵公司董事長兼任）
5. 劉三錡：2009年2月18日－2010年8月7日（原育達技術學院校長）
6. 吳濟華：2010年8月10日－2012年10月1日（國立中山大學管理學院副院長）
7. 郝建生：2012年10月1日－2019年7月1日（原高雄市政府秘書長）
8. 楊岳崑：2019年7月1日－現任（中國鋼鐵公司財務部副總經理兼任）

## 行銷推廣

### 虛擬代言人

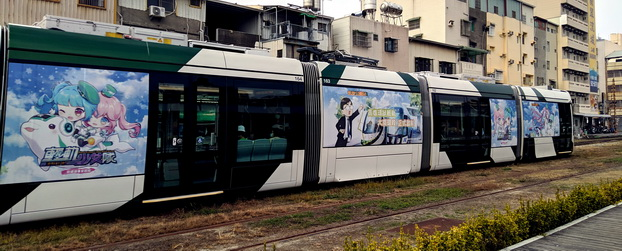
輕軌少女隊彩繪列車

- 2014年11月，高雄捷運推出虛擬代言人高捷少女，包括站務員「小穹」及司機員「艾米莉亞」。
- 2015年2月，配合情人節特別活動，高雄捷運公布第三位新角色─維修工程師「婕兒」。
- 2015年8月，配合「夏戀高捷動漫季」，高雄捷運公布第四位新角色─客服員「耐耐」。

為配合「高捷ACG原創角色創作大賽」的舉辦，高雄捷運與募資平台PIXOSTYLE於2016年1月30日推出虛擬代言人，站務員「飛揚」、「雅朵」；不過前述兩角色與高捷少女企劃並無關聯。
高雄捷運與動漫展演所KIRABASE於2021年1月推出『輕軌少女隊（Kaohsiung Light Rail Girls）』。2位司機員是「克萊兒」與「克芮兒」。

### 貓站長

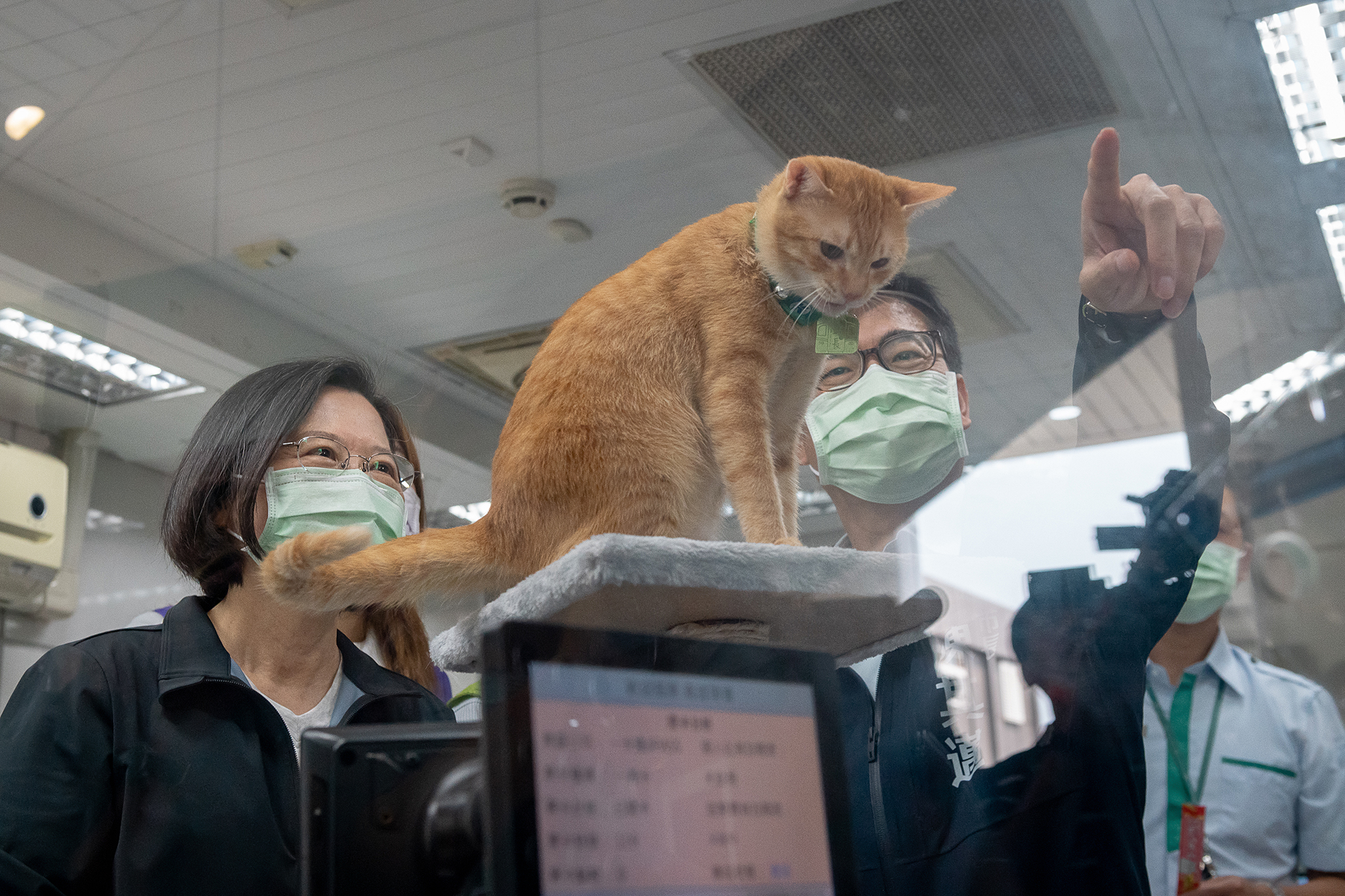
時任中華民國總統蔡英文與高雄市市長陳其邁探班「捷運橋頭糖廠站貓站長『蜜柑』」 （2021年3月19日）

流浪貓站長「蜜柑」在橋頭糖廠站。

### 吉祥物
高捷公司於興建捷運時的吉祥物為頭戴安全帽的土撥鼠，通車後則改以台灣黑熊造型的永福家族，共四隻；2013年底，高捷公司再次將土撥鼠列為吉祥物，並取名HAPPI。

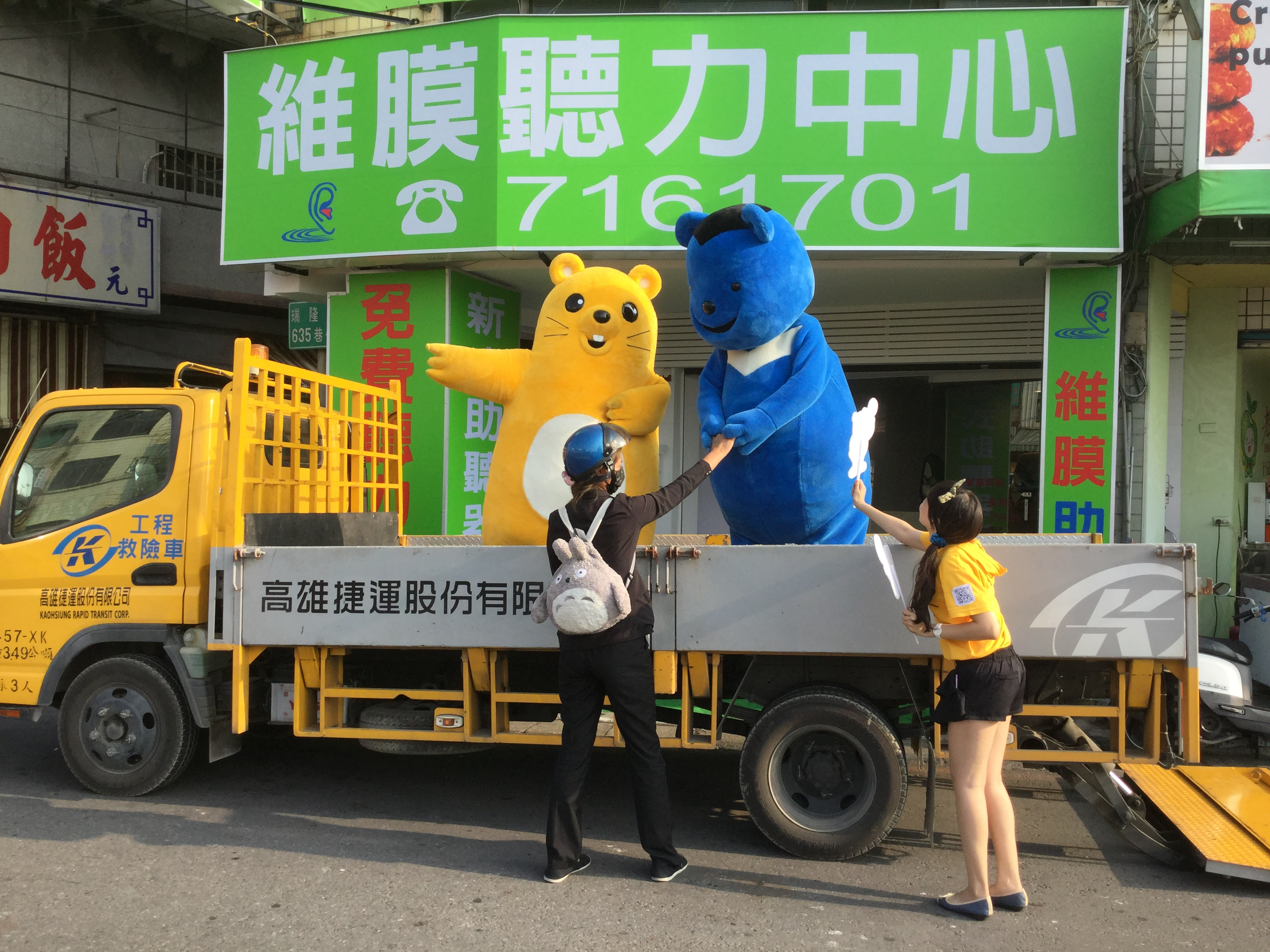
U!Fu和Happy

## 營業項目
- 大眾捷運系統
  - 自行興建（BOT）
    - 高雄捷運紅線
    - 高雄捷運橘線

  - 得標營運
    - 高雄捷運環狀輕軌
    - 台灣高鐵5年的磨軌業務[7]

## 觀光合作
- 東京地下鐵[8][9][10]、臺北捷運公司[9]
- 京王電鐵[11][12]
- 江之島電鐵[13][14][15]
- 京福電鐵（嵐電）[14][15]

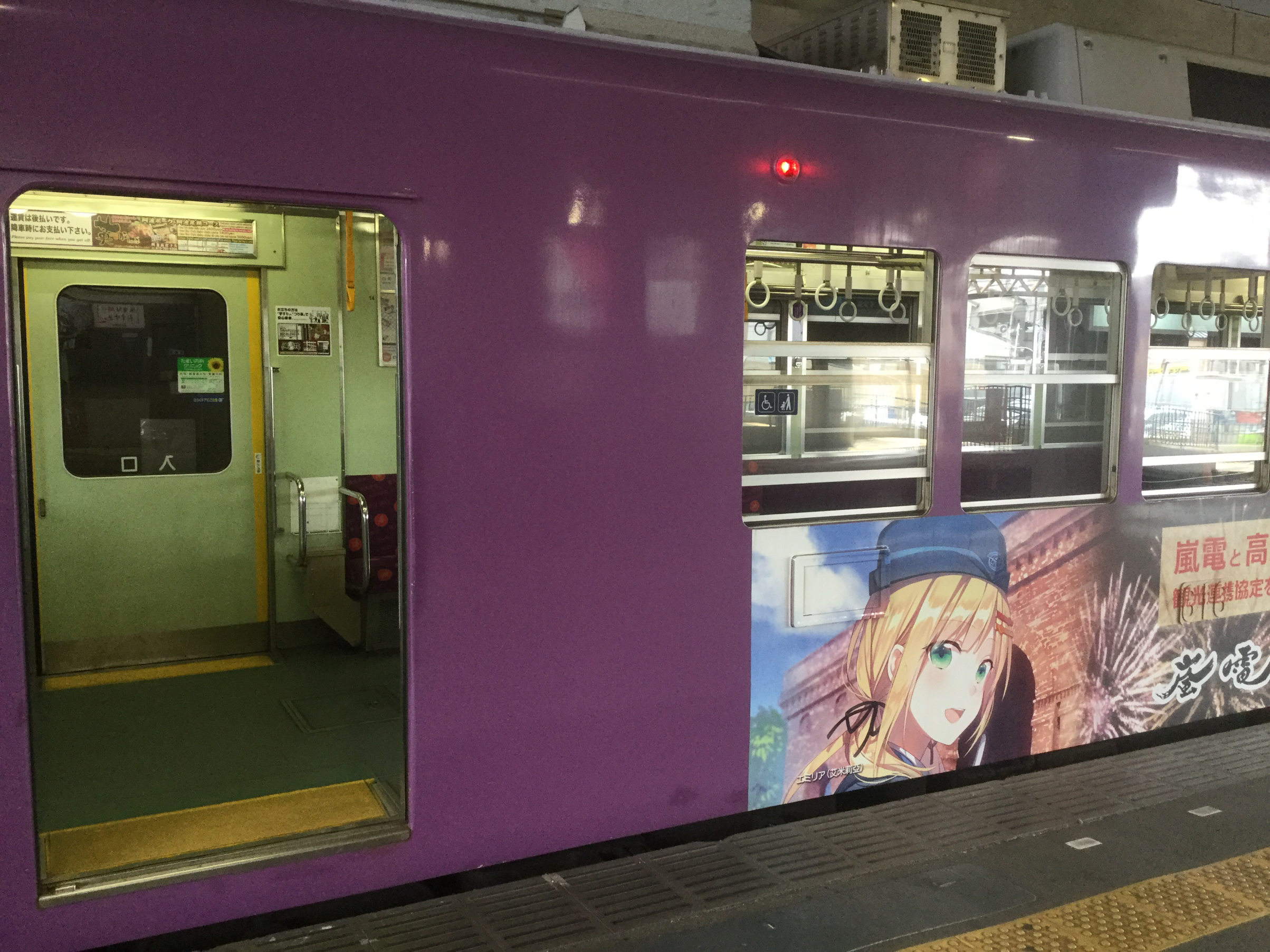
於日本嵐電的高捷少女彩繪電車
於嵐電的痛電車高雄熊
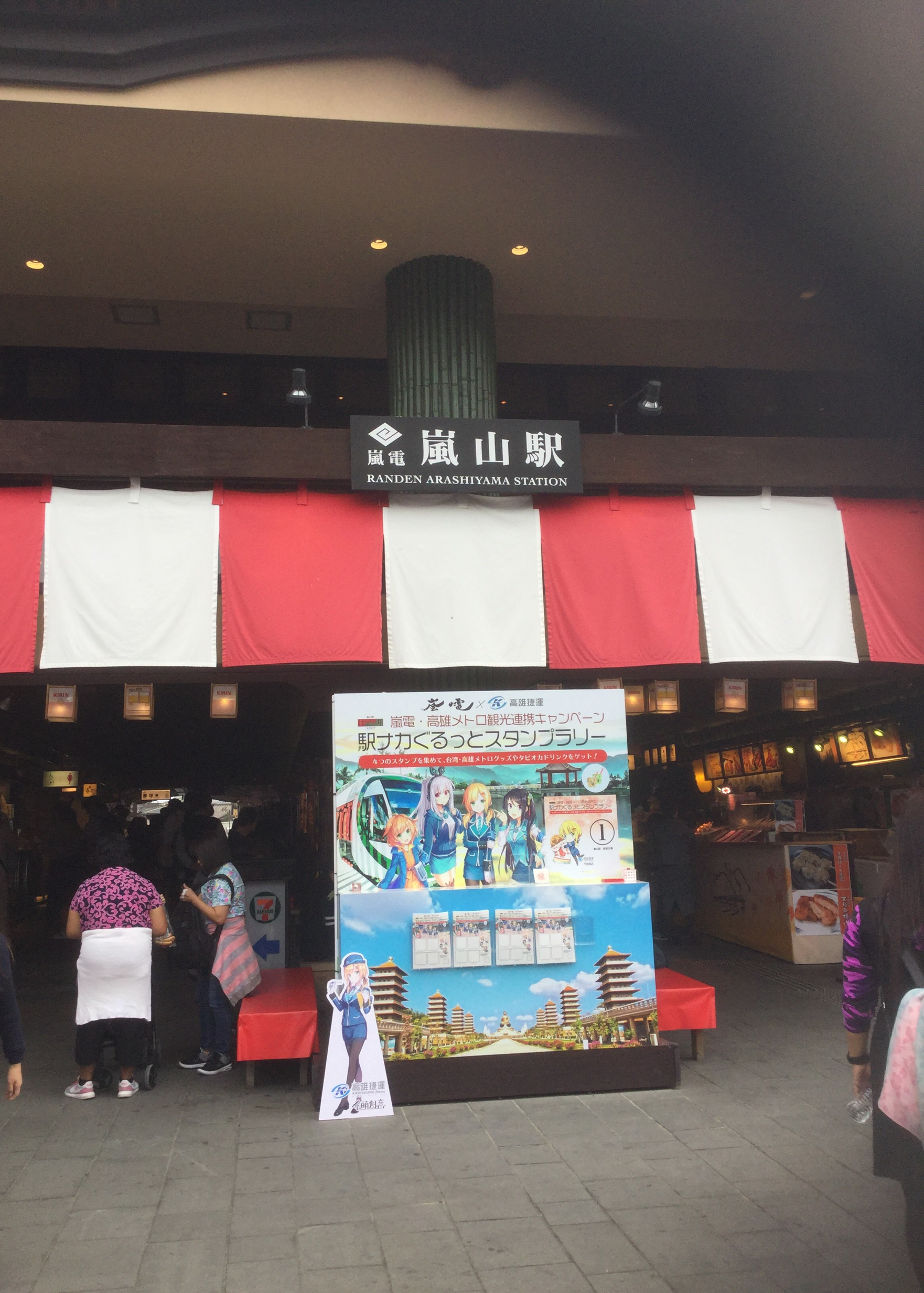
舉辦高捷少女印章拉力於嵐電嵐山站（2019年）

## 資產移轉
自通車以來，高雄捷運公司平均年虧損約新台幣20億元，瀕臨破產。高雄市政府其後決定BOT合約，並於2013年6月4日獲得高雄市議會審議同意，提前接收高雄捷運公司的機電設備，負擔每年銀行貸款利息2億多元，並免除高捷營運提撥折舊等年約18億元支出，並要求股東同時增資15億。
高雄捷運公司修約後卻向修約人員發出1萬至10萬元不等的獎金，引發基層員工及社會不滿。

## 資料文獻
1. ↑  2022高雄捷運公司年報 （页面存档备份，存于）2022年，高雄捷運公司年報，高雄捷運公司
2. ↑  .   [2016-10-27]. （原始内容存档于2016-08-25）.
3. ↑  . 自由時報. 2021-01-15  [2021-01-24]. （原始内容存档于2021-01-29）.
4. ↑  . 台視 (Youtube). 2021-09-20  [2021-04-05]. （原始内容存档于2022-03-19）.
5. ↑  .   [2015-01-23]. （原始内容存档于2016-03-05）.
6. ↑  .   [2015-01-23]. （原始内容存档于2016-03-04）.
7. ↑  . 聯合報. 記者楊濡嘉.   [2018-12-23]. （原始内容存档于2021-01-24）.
8. ↑  高雄捷運公司. . 高雄捷運公司. 2016-06-01  [2017-12-13]. （原始内容存档于2019-06-03）.
9. 1 2  高雄捷運公司. . 高雄捷運公司. 2014-10-28  [2017-12-13]. （原始内容存档于2019-06-08）.
10. ↑  王榮祥. . 自由時報電子報. 2016-06-01  [2017-12-13]. （原始内容存档于2018-12-08）.
11. ↑  華視. . 華視新聞網. 2017-10-09  [2017-12-13]. （原始内容存档于2017-10-09）.
12. ↑  葛祐豪. . 自由時報電子報. 2017-04-13  [2017-12-13]. （原始内容存档于2017-06-22）.
13. ↑  . 高雄捷運公司. 2017-03-28  [2017-12-13]. （原始内容存档于2017-08-30）.
14. 1 2  . 高雄捷運公司. 2017-06-08  [2017-12-13]. （原始内容存档于2017-12-30）.
15. 1 2  曹明正. . 中時電子報. 2017-06-08  [2017-12-13]. （原始内容存档于2017-12-16）.
16. 1 2  .   [2014-09-01]. （原始内容存档于2014-09-03）.
17. 1 2  .   [2014-09-01]. （原始内容存档于2014-11-06）.
18. ↑  .   [2014-09-01]. （原始内容存档于2014-11-06）.
19. ↑  .   [2014-09-01]. （原始内容存档于2014-09-03）.

## 外部連結
- 高雄捷運股份有限公司 （页面存档备份，存于）（繁體中文）（英文）（日語）
  - 高雄捷運的Facebook專頁
  - 高雄捷運商品館的Facebook專頁
- 高捷市集-高屏澎好玩卡 （页面存档备份，存于）（繁體中文）（英文）（日語）
- CityBike高雄市公共腳踏車 （页面存档备份，存于）（繁體中文）（英文），由高雄市政府環保局委託經營。